# Cap Baba
Pour les articles homonymes, voir Baba.
Le Cap Baba (en turc : Bababurnu)  est le point le plus occidental de l'Anatolie turque et de ce fait, du continent asiatique. Il est situé dans le village de "Babakale" ("Château du Père"), à Ayvacık, province de Çanakkale  dans la zone historique de la Troade. On y trouve le phare du cap Baba.